# Chiesa di San Giorgio di Bavari
La chiesa di San Giorgio di Bavari è un luogo di culto cattolico situato nel quartiere di Bavari, in piazza San Giorgio di Bavari, nel comune di Genova nella città metropolitana di Genova. La chiesa è sede della parrocchia omonima del vicariato di San Martino-Valle Sturla dell'arcidiocesi di Genova.

## Storia e descrizione

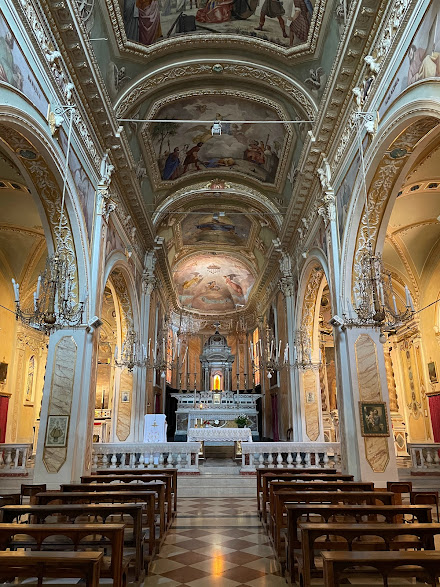
La navata maggiore

L'esistenza di una chiesa in questo luogo è attestata fin dall'anno 952. Un successivo documento ufficiale che vi fa riferimento è del 29 maggio 1047. Questa pieve è l'unica chiesa genovese al di fuori del centro cittadino dedicata a san Giorgio, che proprio nell'XI secolo era stato proclamato patrono della Repubblica di Genova. Alla fine del XIII secolo è documentata la presenza di un capitolo di canonici.
Radicalmente ristrutturata nel XVII secolo, restano tracce dell'originaria struttura romanica nella facciata in pietra e nella parte inferiore del campanile (sopraelevato in epoca barocca), la cui forma quadrata a torre testimonia la sua funzione non solo religiosa ma anche di guardia in questa zona strategica di ingresso a Genova.
Nuovi restauri furono eseguiti nel XX secolo, nel corso dei quali fu rifatto il pavimento con marmi policromi, inaugurato nel 1968 dall'arcivescovo di Genova, il cardinale Giuseppe Siri.
All'interno l'altare maggiore in marmo, proveniente dal soppresso eremo dei Camaldoli (che si trovava nel quartiere di San Fruttuoso) e un dipinto di Perin del Vaga raffigurante la Madonna fra i santi Domenico e Francesco.
È tumulato nella chiesa monsignor Giovanni Dellepiane, arcivescovo e diplomatico pontificio, nativo di Montelungo di Bavari.